# Chips Ahoy!

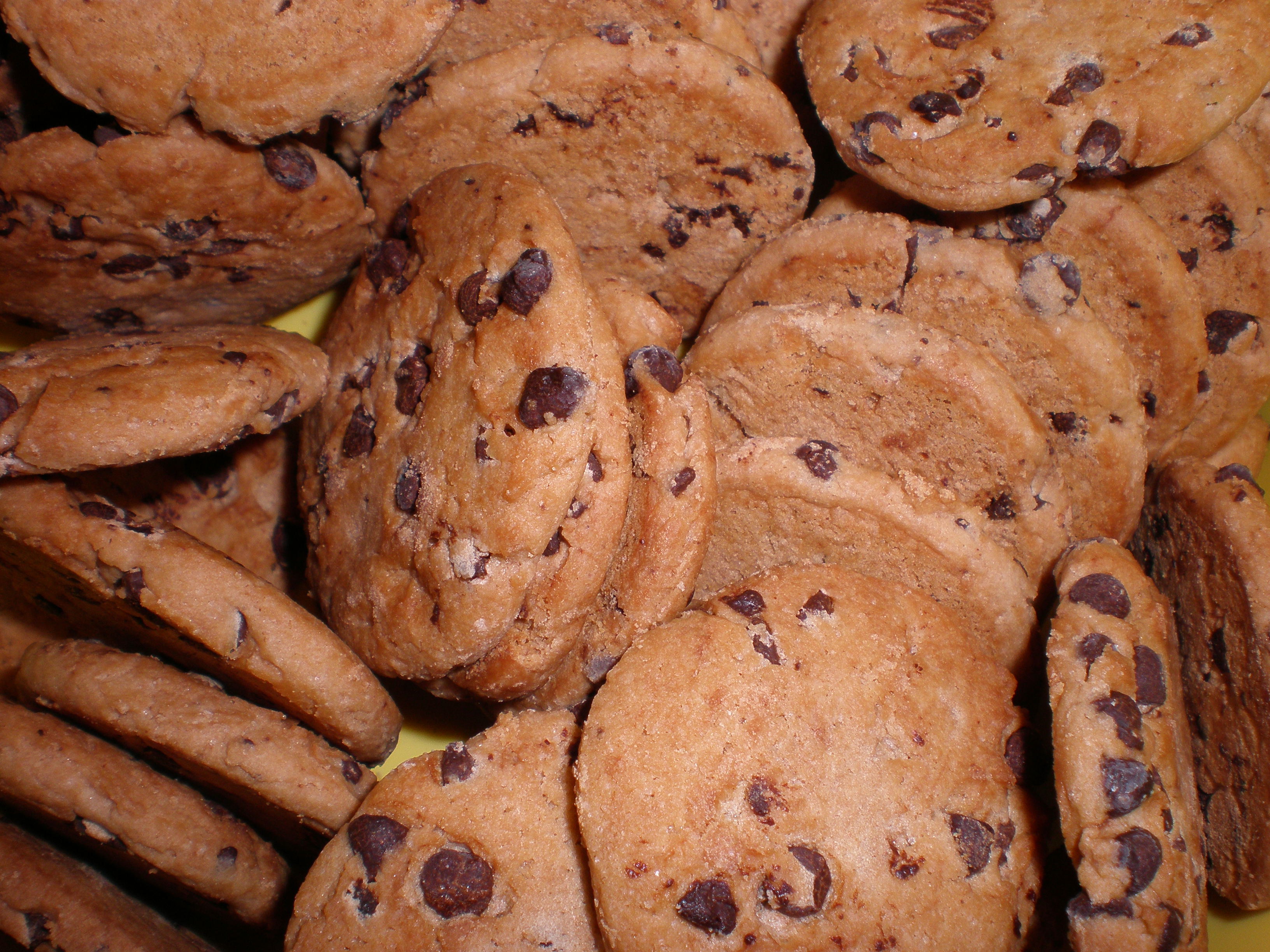
Продукция Chips Ahoy!

Chips Ahoy! — американский бренд печенья с шоколадной крошкой, которое выпекается и продаётся компанией Nabisco, дочерним предприятием Mondelēz International. Основан в 1963 году.
Печенье Chips Ahoy! выпускается в разных вариантах, таких как оригинальное (original), с пониженным содержанием жира (reduced-fat), хрустящее (chunky), жевательное (chewy) и с начинкой из карамели (candy-blasts); каждый из них можно отличить по цвету упаковки. Например, упаковка Chips Ahoy! Original имеет синий цвет, а упаковка Chips Ahoy! chewy — красный.
В Малайзии печенье продавалось под названием Chips More!.

## Описание
Печенье Chips Ahoy! широко распространяется в США, Латинской Америке (где в некоторых странах его называют «Choco Chips», «Chips More!»), Южной Африке, Канаде, Индии, Испании, Португалии, Китае, Индонезии, Тайване, Маврикие, Великобритании и многих других регионах. Печенье продаётся в упаковках от 1 унции (28 г) мини-печенья до примерно 48 унций (1400 г) стандартного печенья. После Oreo, это третье по популярности печенье в США. Средний объём продаж составляет 619,4 долларов США. К 1980-м годам в продуктовые магазины стали поставлять несколько разных видов печенья: жевательное (chewy), посыпанное (sprinkled) и полосатое (striped).
В Индонезии печенье Chips Ahoy! продавалось с 1995 по 2005 и с сентября 2015 по 2018 год.

## Рекламные кампании
В 1960-х и начале 1970-х годов на пакетах Chips Ahoy были изображены комиксы о «Человеке-печеньке» («Cookie Man»), персонаже супергероя, который побеждал различных существ, поедающих печенье, таких как Плодовая Мушка (Fruit Fly) или Большой Парик (Big Wig). Его альтер-эго являлся Морт Мик (Mort Meek), которого всегда видели «считающим 16 чипсов» («counting the 16 chips») в своём печенье Chips Ahoy, когда на него нападало одно из существ. В этот момент он проскальзывал в телефонную будку, раздевалку, туалет и т. д., чтобы стать Человеком-печеньем и прикончить злодея в духе Брюса Уэйна/Бэтмена (Bruce Wayne/Batman). Эти персонажи также были героями рекламной кампании Chips Ahoy, и их обоих играл один и тот же актёр. В начале 1980-х дети играли в рекламных роликах бренда в газетных репортёров 1940-х годов, интересующихся «историей с 16 фишками» («the 16 chips story»). В середине 1990-х годов реклама Chips Ahoy! называлась «1,000 chips delicious!», а приобретённая музыкальная тема для большинства рекламных роликов Chips Ahoy в период её наибольшей популярности в 1990-е годы — часть песни «Sing, Sing, Sing» джаз-бэнда Бенни Гудмена (Benny Goodman) в 1930-х годах. С 2001 по 2010 год талисманами Chips Ahoy были покадровая анимация «Парней из печенья» («Cookie Guys») в одном из рекламных роликов, где они едут на красном кабриолете, поют песню «Don’t You Want Me» группы The Human League и проезжают мимо вывески Chips Ahoy. В 2010 году рекламная кампания «Парни из печенья» была заменена рекламной кампанией с живыми актёрами на тему «радости» («joy»), в которой демонстрируется, что простое действие — открытие пачки печенья Chips Ahoy — вызывает чувство восторга и ликования до такой степени, что человек начинает «танцевать на месте» («happy feet»). В 2014 году печенье Chips Ahoy! появилось в Великобритании и Ирландии в двух вариантах: конфеты с попкорном (Popcorn Candy Chip) и хрустящая шоколадная карамель (Crispy Choco Caramel).